# U–877
Az U–877 tengeralattjárót a német haditengerészet rendelte a brémai AG Wessertől 1942. április 2-án. A hajót 1944. március 24-én állították szolgálatba. Egy harci küldetése volt, hajót nem süllyesztett el.

## Pályafutása
Az U–877 egyetlen őrjáratára 1944. november 25-én futott ki Hortenből, kapitánya Eberhard Findeisen volt. Két nappal később a búvárhajót mélységi bombákkal támadták a Brit Királyi Légierő Bristol Beaufighterei. A tengeralattjáró a vészmerülés során elvesztette a radarantennáját.
 December 27-én, az Azori-szigetektől északnyugatra az HMCS St. Thomas kanadai korvett megtámadta és elsüllyesztette az  U–877-et. Az 56 tagú legénység túlélte az akciót.

## Kapitány
| Név                | Kezdőnap          | Zárónap            |
| ------------------ | ----------------- | ------------------ |
| Eberhard Findeisen | 1944. március 24. | 1944. december 27. |

## Őrjárat
| Indulás | Indulónap          | Érkezés | Zárónap            |
| ------- | ------------------ | ------- | ------------------ |
| Horten  | 1944. november 25. | *       | 1944. december 27. |

* A hajó nem érte el úti célját, elsüllyesztették